# Catalunya Ràdio
Catalunya Ràdio est une station de radio publique de Catalogne, propriété de la Corporació Catalana de Mitjans Audiovisuals (CCMA) de la Généralité de Catalogne. Elle diffuse ses émissions en catalan en Catalogne et dans les Îles Baléares.

## Histoire
La station, créée le 20 juin 1983, diffuse quotidiennement une programmation généraliste.
Ce n'est pas la première station a diffuser en catalan à être apparue puisque Ràdio 4, station publique de la RTVE, étant créée en décembre 1976.

## Couverture géographique
Depuis 1983, elle a accru sa couverture géographique.
Elle est actuellement diffusée dans la Communauté valencienne, en Andorre, dans les Pyrénées-Orientales (Catalogne nord), dans une partie de l'Aragon (Frange d'Aragon) et dans les Îles Baléares.

## Autres stations
Catalunya Ràdio possède plusieurs stations radiophoniques : 
- Catalunya Música, lancéde le 10 mai 1987, spécialisée dans la musique classique et contemporaine.
- Catalunya Informació, lancée le 11 septembre 1992, spécialisée dans l'information en continu.
- iCat, station de radio multimédia lancée le 23 avril 2006.

## Audience
Cette radio est la station en catalan ayant la plus forte audience avec près de 584 000 auditeurs en Catalogne en 2006.
En 2017, elle est battue par RAC 1, une autre radio catalane appartenant au groupe Godó (propriétaire de La Vanguardia), restant néanmoins deuxième.
En 2022, Catalunya Ràdio reste toujours parmi les radios généralistes les plus écoutées en Catalogne avec Cadena SER et RAC 1.